# Advanced Packaging Tool
Advanced Packaging Tool или APT је слободни интерфејс који ради са библиотекама за управљање инсталације и брисање софтвера на Debian GNU/Linux дистрибуцијама и његовим дериватима.
APT поједностављује процес управљања софтвера на Unix рачунарским системима аутоматизацијом преузимања, конфигурисања и инсталације софтверских пакета,
било из прекомпајлираних датотека или компајлираног изворног кода.
APT је првобитно намењен као интерфејс за dpkg за рад са .deb пакетима, али је убрзо прилагођен за рад са RPM управљање пакетом преко APT-RPM система.
APT је доступан за Mac OS X преко Fink пројекта и OpenSolaris оперативни систем.